# Band (canal de televisión de Brasil)
Band (abreviatura de Bandeirantes, también llamada Rede Bandeirantes) es una emisora de televisión brasileña, perteneciente al Grupo Bandeirantes. Comenzó a funcionar el 13 de mayo de 1967 y fue fundada por João Saad. Es el cuarto mayor canal de TV en audiencia y desempeño comercial de Brasil.

## Historia
En 1945, João Saad compró Rádio Bandeirantes a  su creador Adhemar de Barros, el entonces gobernador de Sao Paulo había comprado a su anterior propietario, Paulo Machado de Carvalho, propietario de la Rede Record. Incluso durante el gobierno de Getulio Vargas, John Saad consiguió la concesión de un canal de televisión en Sao Paulo en la década de 1950.

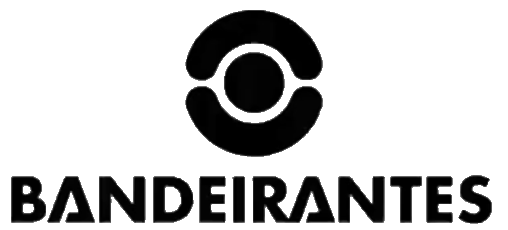
Primer logo de Bandeirantes.

Rede Bandeirantes nacería a partir del canal 13 de São Paulo, el 13 de mayo de 1967, con un discurso de su fundador, John Saad, seguido de un espectáculo de cantantes Agostinho dos Santos y Cláudya, con quienes se abrió transmisiones. También estuvieron presentes el presidente de la República Arthur da Costa e Silva, el gobernador de Sao Paulo Abreu Sodré, el alcalde de Sao Paulo Faria Lima, así como ministros y secretarios de Estado. Tras su inauguración, la cadena comenzó a emitir programas como la teleserie "Os Miseráveis", "Era Preciso Voltar" y "O Bolha", además de su primer noticiero llamado "Titulares da Notícia".
En 1969 la emisora sufre un devastador incendio en sus instalaciones y dependencias, que causó cuantiosos destrozos y destruyó gran parte de los archivos de los 2 primeros años, salvándose de milagro la grabación de la ceremonia inaugural del canal (vídeo que sería exhibido en aniversarios posteriores). El fuego en Bandeirantes fue similar a lo ocurrido con Rede Globo, Rede Record y Rede Excelsior, lo que llevó a las autoridades a asignar los cuatro incendios como actos de sabotaje bajo mando único. Sin embargo, el canal logró sobreponerse y continuó con su producción, bajo el eslogan "A Bandeirantes não vai parar" (Bandeirantes no va a parar).
En 1972 empezó sus primeras transmisiones a color con la exhibición de la "Festa da Uva", y a los meses sería el primero en Brasil en tener toda su programación a color. A medida que la estación todavía estaba operando en medio de las pérdidas causadas por el fuego en 1969, la transmisión se hizo gracias al equipo traído de Alemania.
Así, el canal llegó a sus cinco años al aire con el desarrollo de sus servicios informativos, un aumento en la producción de series y novelas, y la retransmisión en 1978 del Mundial de Fútbol de Argentina, por primera vez en directo para el país.
La primera transmisión en colores se produjo el 31 de marzo de 1972, con la emisión del evento costumbrista "Festa da Uva" (que se emitió en cadena nacional de televisión), y convirtiéndose así en el primer canal brasileño que emitió su programación en color.
En la década de 1980, comienza a aparecer una nueva ola de programas de producción propia, y entre 1980 a 1985 el canal destaca por su actividad política otorgando espacios en la esfera pública a políticos exiliados y grupos con poca voz en los medios, y dando una amplia cobertura a la amnistía internacional a través del programa periodístico Canal Livre (Canal Libre, en portugués).
Para celebrar el hecho de ser el primer canal en iniciar sus emisiones vía satélite, Bandeirantes cambió su logotipo y parte de la programación, además de contratar a varios presentadores y trabajadores de la extinta Rede Tupi (cerrada en 1980). Durante esta época pasaron por la emisora, Fausto Silva, Hebe Camargo, Chacrinha y Sílvia Poppovic.
La cadena mantuvo un espíritu crítico en sus informativos aprovechando la apertura política de Brasil promoviendo debates entre candidatos e incluso presidenciales, y llegando a dar cobertura a plataformas como "Diretas Já" (que pedían elecciones directas en el país). La Band fue el primer canal en realizar un debate presidencial, con ocasión de las Elecciones de 1989.
A finales de los años 1980 y comienzos de los 1990, Bandeirantes destacó por sus retransmisiones deportivas, sobre las que se hizo un mayor hincapié para competir con cadenas con más audiencia como Rede Globo, Rede Manchete o SBT. Así, la cadena transmitió los Juegos Olímpicos de Seúl 1988 y Barcelona 1992 junto a otras cadenas.
En 1994, la cadena continuó reforzando su programación deportiva, y decidió adoptar la denominación simplificada Band, cuyo origen viene a partir del apodo que le otorgaba José Luiz Datena al canal durante sus retransmisiones y que gozó de acogida popular. A comienzos del nuevo milenio, la programación comenzó a ofrecer más programas para el público juvenil, con una mayor presencia de novelas y programas en directo, y continuó con un apoyo a la oferta deportiva y otros programas con un corte más arriesgado, como documentales o eventos minoritarios.
El 14 de enero de 2000, con la emisión de la final del Mundial de Clubes de 2000, entre Vasco da Gama y Corinthians, la Band consigue su mayor peak de sintonía en su historia, con 53 puntos de índice de audiencia, según IBOPE, superando a Globo, SBT y Record.

## Emisoras propias
- Band SP - Canal 13.1
- Band RJ - Canal 7.1
- Band Minas - Canal 7.1
- Band Mais (Campinas) - Canal 4.1
- Band RS - Canal 10.1 e 34.1
- Band PR - Canal 2.1
- Band DF - Canal 4.1
- Band Bahia - Canal 7.1
- Band AM - Canal 13.1
- Band Natal - Canal 3.1
- Band CE - Canal 20.1
- Band TO - Canal 4.1
- Band PI - Canal 5.1
- Band MT - Canal 15.1
- Band Paulista (Presidente Prudente) - Canal 10.1
- Band RJ Interior - Canal 8.1
- Band Triângulo - Canal 7.1
- Band Vale - Canal 6.1
- BandNews TV - Señal de noticias
- BandSports - Senãl de esportes

### Emisoras afiliadas
- TV 5 (Rio Branco) - Canal 5
- TV Macapá (Macapá) - Canal 4
- TV Tribuna Vitória (Vitória) - Canal 7
- TV Sucesso (Goiânia) - Canal 6
- Band MA (São Luís) - Canal 15
- TV Guanandi (Campo Grande) - Canal 13
- TV RBA (Belém) - Canal 13
- TV Arapuan (João Pessoa) - Canal 14
- TV Tribuna Recife (Recife) - Canal 4
- TV Rondovisão (Porto Velho) - Canal 9
- Band RR (Boa Vista) - Canal 8
- TV Barriga Verde (TVBV) (Florianópolis) - Canal 9